# Lasiopa edentula
Lasiopa edentula är en tvåvingeart som först beskrevs av Christian Rudolph Wilhelm Wiedemann 1824.  Lasiopa edentula ingår i släktet Lasiopa och familjen vapenflugor. Inga underarter finns listade i Catalogue of Life.